# Mulberry (Florida)
Mulberry ist eine Stadt im Polk County im US-Bundesstaat Florida.
Das U.S. Census Bureau hat bei der Volkszählung 2020 eine Einwohnerzahl von 3952 ermittelt.

## Geographie
Mulberry liegt rund 10 Kilometer westlich von Bartow sowie etwa 40 Kilometer östlich von Tampa.

## Demographische Daten
Laut der Volkszählung 2010 verteilten sich die damaligen 3817 Einwohner auf 1883 Haushalte. Die Bevölkerungsdichte lag bei 483,2 Einw./km². 79,5 % der Bevölkerung bezeichneten sich als Weiße, 14,6 % als Afroamerikaner, 0,3 % als Indianer und 0,5 % als Asian Americans. 3,4 % gaben die Angehörigkeit zu einer anderen Ethnie und 1,7 % zu mehreren Ethnien an. 12,8 % der Bevölkerung bestand aus Hispanics oder Latinos.
Im Jahr 2010 lebten in 28,1 % aller Haushalte Kinder unter 18 Jahren sowie 43,3 % aller Haushalte Personen mit mindestens 65 Jahren. 67,1 % der Haushalte waren Familienhaushalte (bestehend aus verheirateten Paaren mit oder ohne Nachkommen bzw. einem Elternteil mit Nachkomme). Die durchschnittliche Größe eines Haushalts lag bei 2,43 Personen und die durchschnittliche Familiengröße bei 2,93 Personen.
26,1 % der Bevölkerung waren jünger als 20 Jahre, 19,9 % waren 20 bis 39 Jahre alt, 22,2 % waren 40 bis 59 Jahre alt und 31,5 % waren mindestens 60 Jahre alt. Das mittlere Alter betrug 44 Jahre. 47,2 % der Bevölkerung waren männlich und 52,8 % weiblich.
Das durchschnittliche Jahreseinkommen lag bei 30.117 $, dabei lebten 28,5 % der Bevölkerung unter der Armutsgrenze.
Im Jahr 2000 war englisch die Muttersprache von 95,77 % der Bevölkerung und spanisch sprachen 4,23 %.

## Verkehr
Mulberry wird von den Florida State Roads 37 und 60 durchquert.
Der nächste Flughafen ist der rund 65 Kilometer westlich gelegene Tampa International Airport.